# Kinderlochgraben
Der Kinderlochgraben (Ruisseau le Kindersloch) ist ein gut drei Kilometer langer rechter Zufluss des Seltzbaches im französischen Département Bas-Rhin in der Region Grand Est.

## Geographie

### Verlauf
Der Kinderlochgraben entspringt auf einer Höhe von 205 m in den Nordvogesen am Nordrand des Wäldchen Heidenbusch südöstlich von Dieffenbach-lès-Wœrth. Seine Fließrichtung bis zur Mündung ist der Nordosten. Er folgt zunächst dem nördlichen Rand des Wäldchen und überschreitet dann die Grenze zwischen Dieffenbach-lès-Wœrth und Preuschdorf, ab wo sein weiterer Weg durch eine Wiesenlandschaft führt. Beim Kindersloch speist ihn von links der Dieffenbach, der am Ostrand von Dieffenbach-lès-Wœrth entspringt. Der Kinderlochgraben unterquert nun die D28 und mündet schließlich östlich von Preuschdorf auf einer Höhe von 161 m von rechts in den Seltzbach.

### Zuflüsse
- Dieffenbach (links)